# Pamela dudgeonii
Pamela dudgeonii är en fjärilsart som beskrevs av De Nicéville 1895. Pamela dudgeonii ingår som enda art i släktet Pamela och familjen juvelvingar. Inga underarter finns listade i Catalogue of Life.